# 哈頓瓦利 (密蘇里州)
哈頓瓦利（英語：Hutton Valley）是位於美國密蘇里州豪厄爾縣的非建制地區。

## 歷史
哈頓瓦利的郵局於1857年設立，其後於1953年停運。

## 地理
哈頓瓦利所處的海拔為高於海平面352米（即1155英呎），而該地所採用的時區為UTC-6，即北美中部時區（CST）。同時該地設有夏令時間，為UTC-6調快一小時，即UTC-5（CDT）。